# Sylvilagus audubonii

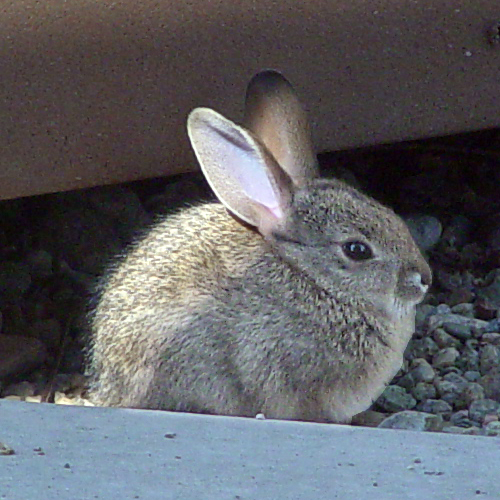
Un giovane esemplare

Il silvilago del deserto (Sylvilagus audubonii Baird, 1858), noto anche come silvilago di Audubon, è un silvilago del Nuovo Mondo appartenente alla famiglia dei Leporidi.
Il silvilago del deserto è diffuso in tutta l'area centrale degli Stati Uniti, dal Montana orientale al Texas occidentale, e in Messico settentrionale. Nelle regioni occidentali del suo areale si spinge fino al Nevada centrale, alla California meridionale e alla Baja California. Vive fino ad altitudini di 2000 metri. È una specie particolarmente associata alle aride praterie semi-desertiche del Sud-ovest americano, nonostante si possa trovare anche in habitat meno aridi, come le foreste di pino del Colorado e ginepri.
È di aspetto molto simile al coniglio europeo, ma ha orecchie più grandi che tiene quasi sempre erette. Inoltre ha abitudini molto meno sociali e trascorre pochissimo tempo all'interno della tana. Come tutti i silvilaghi, il silvilago del deserto presenta una coda arrotondata con la parte inferiore ricoperta di pelo bianco, ben visibile quando l'animale fugge via. È di colore bruno-grigiastro chiaro, che si fa quasi bianco sul ventre. Gli adulti sono lunghi tra i 33 e i 43 cm e pesano fino a 1,5 kg. Le orecchie sono piuttosto lunghe (tra gli 8 e i 10 cm), così come le zampe posteriori (7,5 cm). Non vi è molto dimorfismo sessuale, ma le femmine tendono ad essere più grandi dei maschi, anche se i loro territori sono molto più piccoli (4.000 m² rispetto ai 60.000 m² del territorio di un maschio).
Il silvilago del deserto è poco attivo a metà giornata, ma si può vedere facilmente di primo mattino o nel tardo pomeriggio. Si nutre soprattutto di erba, ma consuma anche molti altri vegetali, perfino cactus. Ha bisogno di bere solo molto raramente, dato che ricava l'acqua necessaria dai vegetali di cui si nutre o dalla rugiada. Come quasi tutti i Lagomorfi, è ciecotrofo, ingerisce alcune delle proprie feci contenenti sostanze ancora utili, sfruttando così al massimo tutta l'energia disponibile.
Molti animali del deserto cacciano questo silvilago, compresi uccelli da preda, Mustelidi, coyote, lince rossa ed esseri umani. I nativi americani del Sud-ovest lo cacciavano per la carne, ma ne utilizzavano anche il pelo e la pelle. Il comportamento anti-predatorio del silvilago del deserto consiste generalmente nel fuggire via zig-zagando; può raggiungere velocità superiori ai 30 km/h. Contro predatori di piccole dimensioni si difende scalciando.
I piccoli vedono la luce in una stretta tana o direttamente sul suolo, ma sono bisognosi di tutto e non lasciano il covo fino all'età di tre settimane. Dove il clima e le disponibilità alimentari lo permettono, le femmine danno alla luce più nidiate all'anno. Diversamente dal coniglio europeo, i silvilaghi non costruiscono sistemi di tane in comune, ma rispetto ad altri Leporidi sono relativamente tolleranti nei confronti di altri individui nelle vicinanze.